# Никитин, Виктор Петрович
Виктор Петрович Никитин (1923—1945) — старший лейтенант Рабоче-крестьянской Красной Армии, участник Великой Отечественной войн, Герой Советского Союза (1945).

## Биография
Виктор Никитин родился 9 октября 1923 года в станице Федосеевская (ныне — Кумылженский район Волгоградской области). После окончания десяти классов школы работал в совхозе. В августе 1941 года Никитин был призван на службу в Рабоче-крестьянскую Красную Армию. С ноября того же года — на фронтах Великой Отечественной войны. Окончил Винницкое пехотное училище и курсы «Выстрел».
К марту 1945 года старший лейтенант Виктор Никитин был заместителем командира батальона 342-го стрелкового полка 136-й стрелковой дивизии 70-й армии 2-го Белорусского фронта. Отличился во время освобождения Польши. 25 марта 1945 года Никитин во главе штурмовой группы захватил важный железнодорожный мост через Вислу в районе Данцига. В критический момент боя Никитин заменил собой выбывшего из строя командира батальона и успешно руководил подразделением в бою. 29 марта 1945 года Никитин погиб во время сражения. Похоронен в городе Олива. Позднее перезахоронен на кладбище советских воинов в городе Гданьск (Поморское воеводство, Польша).
Указом Президиума Верховного Совета СССР от 29 июня 1945 года старший лейтенант Виктор Никитин посмертно был удостоен высокого звания Героя Советского Союза. Также был награждён орденами Ленина, Красного Знамени и Александра Невского, медалью.